# Marco Antônio Dias Baptista
Marco Antônio Dias Baptista nasceu no dia 7 de agosto de 1954, em Sorocaba, e foi militante da Frente Revolucionária Estudantil, vinculada à Vanguarda Armanda Revolucionária Palmares e dirigente da União Brasileira dos Estudantes Secundaristas (UBES).
Foi um líder secundarista que se aproximou da Ação Popular e entrou na luta armada. Hoje, é considerado o desaparecido mais jovem da ditadura civil e militar instaurada no Brasil entre os anos de 1964 a 1985. Os dados de sua morte, como data, local e motivo são desconhecidos até hoje, sendo apontado oficialmente como ”desaparecido político constante da lista anexa à lei no 9.140/95”. Por conta disso, o caso dele segue sendo investigado pela Comissão da Verdade. 

## Biografia
Marco Antônio Dias Baptista nasceu no dia 7 de agosto de 1954, na cidade de Sorocaba, localizada interior do estado de São Paulo. No ano de 1960 se mudou para Goiânia com a família – seu pai, o caminhoneiro Waldomiro Dias Baptista; sua mãe a assistente social Maria de Campos Baptista; e seus irmãos Waldomiro Baptista, Silvino Dias Baptista, Ricardo Dias, Antônia Elizabeth Dias, Martha Baptista, Honorina Mara Dias e Renato Antônio Dias Batista.
Apelidado de Chinês, pois costumava andar com O Livro Vermelho, de Mao Tsé-Tung, líder da Revolução Chinesa, debaixo do braço, estudou no Atheneu Dom Bosco e no Lyceu de Goiânia – no qual entrou em contato com ideais marxistas.
De manhã, professor particular de inglês e português, de tarde, empregado da Secretaria da Fazenda do Estado de Goiás, Baptista entrou precocemente no cenário político: foi militante da Frente Revolucionária Estudantil, vinculada a Vanguarda Armada Revolucionária Palmares e dirigente da União Brasileira dos Estudantes Secundaristas (UBES), onde liderou um congresso da entidade realizado em Salvador (BA), em 1968, além de diversos protestos.
Deu inicio a sua militância política no ano de 1968 na passeata de protesto contra o assassinato do estudante Edson Luiz Lima Souto, na Praça dos Bandeirantes, localizada na cidade de GoiâniaNo mesmo ano participou do Congresso da União Brasileira dos Estudantes Secundaristas (UBES), em Salvador, tendo sido um de seus dirigentes. Logo após a assinatura do AI-5, em dezembro de 1968, Marcos Baptista liderou uma corrente secundarista da Frente Revolucionária Estudantil, uma organização clandestina da cidade de Goiânia. Depois entrou na VAR-Palmares.
A Vanguarda Armada Revolucionária Palmares - composta por nomes como Carlos Franklin da Paixão Araújo, Carlos Lamarca, Juarez Guimarães de Brito e Dilma Rousseff, além dos companheiros de Marco Antônio, Alan Kardeck Pimentel, Olga Darck Pimentel, João Arnolfo, Jackson Pires e seu irmão, Waldomiro – fazia uma crítica direcionada ao socialismo real, adotava a estratégia de luta armada contra a ditadura civil e militar e protagonizou uma notável ação da guerrilha urbana: o assalto, em 1969, ao cofre de Adhemar de Barros, ex-governador de São Paulo, que estava em uma mansão no Rio de Janeiro, sob a guarda de sua amante Ana Capriglione.
Marco Chinês, como ficou conhecido o estudante, fez ousadas intervenções, como a explosão, em 1969, do carro de Marcus Fleury, chefe do Serviço Nacional de Informações (SNI), superintendente do Departamento de Ordem Política e Social (DOPS) e diretor regional da Polícia Federal. 

## Desaparecimento
Marco Antônio Dias Baptista teria permanecido preso durante um dia em 1969, após evitar que a polícia efetuasse a prisão do irmão mais velho, Waldomiro Dias Baptista, também vinculado a Vanguarda Armada Revolucionária Palmares, que se entregaria aos órgãos de segurança no segundo semestre de 1970, segundo depoimento que pode ser acessado no site da Comissão Especial sobre Mortos e Desaparecidos Políticos.
O desaparecimento do estudante permanece envolto em mistério: de um lado há informações, fornecidas pela Comissão Especial sobre Mortos e Desaparecidos Políticos, Baptista foi visto pela última vez em Porto Nacional – naquela época, estado de Goiás, hoje, Tocantins – entre março e abril de 1970, de outro, há o depoimento de um ex-militante da época, que preferiu não se identificar, em que ele informa que manteve encontros com Marco em uma praça de Araguaína, em maio do mesmo ano.
Segundo declarações de Laerte Chediac, médico e irmão de Hibrain Chediac, ex-delegado da Secretaria de Segurança Pública do Estado de Goiás, ao periódico Tribuna Operária, em 1981, o desaparecido teria sido detido pelo “Grupo do Capitão Marcus Freury”, em maio de 1970, e que, ao ter permissão de visitar a família, fugiu e, provavelmente, estaria morto. Não houve confirmação alguma destas informações por parte do delegado citado, que fora oficial do Exército, no 10o BC, e comandante da Polícia Federal de Goiás naquele período.
A Lei 9.140/95 do Diário Oficial de Brasília, no 232, de 5 de dezembro de 1995 reconhece como mortas pessoas desaparecidas em razão de participação ou acusação de participação em atividades políticas entre 02.09.1961 e 15.08.1979, e que, por este motivo, tenham sido detidas por agentes públicos, achando-se, desde então, desaparecidas sem que delas haja notícias. No Anexo I desta Lei, foram publicados os nomes das pessoas que se enquadram em sua descrição – ao todo, são 136 nomes, dentre os quais, consta o de Marco Antônio Dias Baptista.
Preso e possivelmente morto antes de completar 16 anos, é o desaparecido político do regime militar mais jovem. Apesar da falta de evidências concretas, a Comissão da Verdade concluiu em um documento oficial que Marco Antônio Dias Baptista foi morto por agentes do Estado que serviam à Ditadura Militar. Mesmo com a conclusão, a investigação segue acontecendo, em busca dos restos mortais de Marco. 

## Desdobramento oficial
Dado como desaparecido desde maio de 1970, Marco Antônio Dias Baptista, de apenas 15 anos, entraria para a fúnebre estatística de vítimas de Marcus Fleury.
 Waldomiro Dias Baptista, o irmão mais velho, conhecido como Mirinho, após certo tempo como ativista do movimento hippie, voltou-se para a busca dos restos mortais de Marco Antônio. Vinculado ao grupo Tortura Nunca Mais, fez plantão em frente a Casa da Dinda, onde residia Collor, o então Presidente da República, abordando-o durante suas corridas matinais. Costurou, também, uma bandeira verde e amarela de quatro metros com rostos dos desaparecidos além de ter questionado todas as pessoas da cena política de influência na abertura dos arquivos do DOPS.
Começa, então, a luta de Maria de Campos Baptista, mão do desaparecido, que, para entender a luta do filho, fez supletivo para finalizar o segundo grau, ingressou na universidade e obteve o diploma na Universidade Católica de Goiás, em Serviço Social e concluiu, ainda, Saúde Pública.
Em setembro de 2005, a Justiça Federal de Goiás estabeleceu um prazo de 90 dias para que a União, condenada a pagar uma indenização de R$500 mil à família, entregasse a ossada do desaparecido a sua mãe, Maria de Campos Baptista, que ganhou a ação judicial, e explicasse, em audiência reservada, as circunstâncias que envolveram a prisão e morte de seu filho.
Cumprindo a determinação do juiz Waldemar Cláudio de Carvalho, a audiência foi realizada com a família do estudante pelo então Ministro da Defesa e Vice-Presidente da República, José Alencar, no dia 15 de fevereiro de 2006. A mãe de Marco Antônio, que contou ter mantido a porta de sua casa sempre aberta, durante anos e anos, na esperança de que o filho um dia retornasse, pediu a Alencar firmeza nas investigações para encontrar Marco Antônio Dias Baptista, mesmo que morto.
Segundo relatos de Maria, o Ministro da Defesa e Vice-Presidente não tinha as informações que requeridas pela família e exigidas pelo Poder Judiciário, mas demonstrou interesse e boa vontade em ajudá-la. Em carta enviada à família, o ex-presidente da República, Luiz Inácio Lula da Silva, prometeu esclarecer o desaparecimento de Marco Antônio.
Dona Santa, como era conhecida pela vizinhança, faleceu, aos 78 anos, em um grave acidente rodoviário na BR-060, em um trecho conhecido como Sete Curvas enquanto voltava para Goiânia, no mesmo dia, após a audiência. Compareceram ao velório importantes nomes como Alcides Rodrigues, Vice-Governador de Goiás de 1999 a 2006; Cláudio Meirelles, o então Presidente da Câmara Municipal; José Alencar, Vice-Presidente da República na época, e o então prefeito de Goiânia, Iris Rezende, que afirmou “Goiânia chora a morte de um símbolo da luta pela democracia e em defesa dos direitos humanos”
Mais de 40 anos depois, os restos mortais de Marco Antônio Dias Baptista permanecem desaparecidos.